# 프리스케일 세미컨덕터

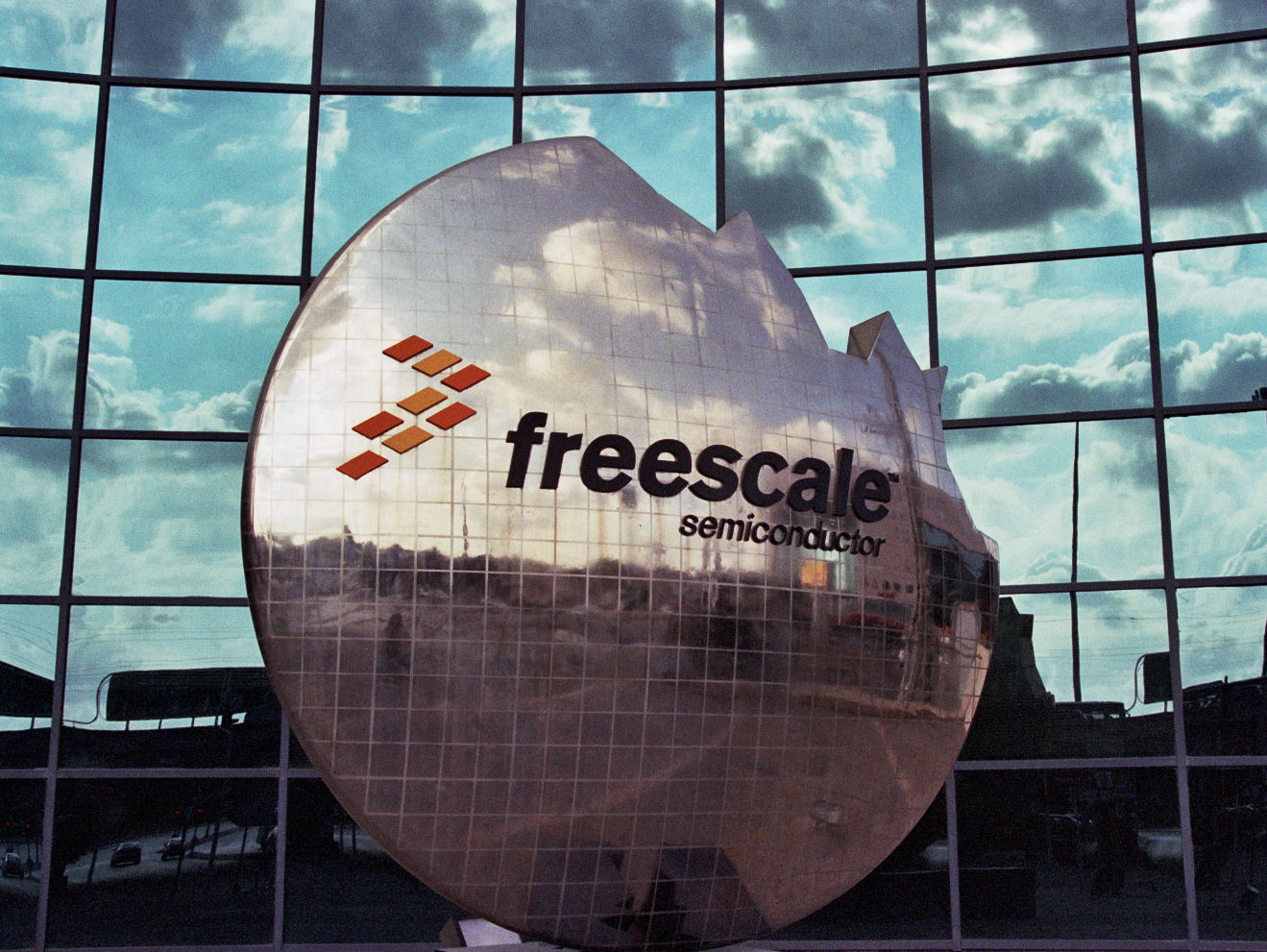
프리스케일 세미컨덕터 간판

 프리스케일 세미컨덕터 사(Freescale Semiconductor, Inc.)는 미국 반도체 제조사이다. 프리스케일 세미컨덕터는 2004년에 모토로라의 반도체 제조 부서의 기업분할에 의하여 창설되었다. 프리스케일은 자동차, 임베디드 시스템과 통신시장에 적합한 집적회로 소자를 생산하고 있다. 프리스케일은 세계적인 반도체 판매 회사중 한 회사이다.

## 연혁과 소자
2003년 10월 6일, 모토로라 인코퍼레이티드는 반도체 부서를 분리하여 프리스케일을 창설한다고 발표하였고, 프리스케일은 2004년 7월 16일에 주당 13불로 주식공개를 완료하였다. 모토로라의 발표에, 프리스케일의 주식가격은 주당 17.5 ~ 19.5불을 형성하였지만 상장되는 기술주의 냉각기였기 때문에, 낮게 13불에 책정하였다. 모토로라 주식을 소유한 주주는 2004년 12월 2일에 모토로라 주식의 비율에서 0.110415 비율만큼 프리스케일 주식을 배당받았다. 모토로라 주주 안내장.
현재, 프리스케일은 자동차 산업용 반도체 공급사중 선두기업이다. 현대차는 엔진이 최대출력을 내도록 관리하고 배기가 최소로 배출되도록 유지하는 데 전자장치를 사용한다. 프리스케일은 세계에서 엔진 시스템 마이크로컨트롤러의 가장 큰 공급사이다. 잠김방지 제동기와 에어백같은 자동차 안전 시스템도 프리스케일의 마이크로컨트롤러와 아날로그 전력 관리회로를 사용한다. 프리스케일은 가속도계와 압력 센서같은 집적센서 제품군도 판매한다.
프리스케일 반도체 사업의 다른 주요한 부분은 무선 통신 및 핸드폰 소자와, 네트워킹 칩이다. 프리스케일은 애플이 2006년까지 파워북과 맥 미니 제품에 사용된 파워피씨 마이크로프로세서의 설계도를 가지도 있다. 프리스케일 세미컨덕터는 2006년에 파워 아키텍처 사용을 개발하고 증진시키는 개발자를 찾기 위해 Power.org를 발족하였다.
프리스케일 세미컨덕터는 2006년에 전력을 소모하지 않고 정보를 저장하는 새로운 집적회로를 발표하였다. 전기적 전하대신에 자기값을 사용하여 데이터를 저장하는 기술은 자기저항 랜덤 액세스 메모리 (MRAM)라고 불렸다. 프리스케일은 2006년 7월 10일에 4메가비트 MRAM을 상업으로 선적하기 시작하였다. 4메가비트 MRAM은 소량으로 개당 25불에 판매된다.

## 매수
2006년 9월 15일 금요일에, 프리스케일은 블랙스톤 그룹이 지위한 채권단이 176 억 달러 (주당 40불)에 매수하는 데 합의하였다. 2004년 7월에 주당 가격이 13불이던 공시가는 매수 소식, 소문이 금요일에 알려지고 불과 한 시간 만에 39.35불로 상승하여, 거래중지되었다. 2006년 11월 13일에 열린 대주주회의는 이 매수를 승인하였다. 2006년 12월 1일에 마무리된 매수는 보도에 따르면 사상 최초로 가장 큰 금액에 개인 회사가 매수한 기술 회사이고 세계 최고가 매수중 10위에 포함된다.

## 같이 보기
- 프리스케일 소자의 목록